# 陣山
陣山（じんやま）は、広島県三次市向江田町に座する山。標高298m。

## 地理
この山は天良山の西側に、国兼川、JR西日本芸備線及び広島県道431号和知塩町線を挟んで対峙している。陣山の西麓の三次市四拾貫町、向江田町には陣山墳墓群（北緯34度47分19.8秒 東経132度54分28.8秒 / 北緯34.788833度 東経132.908000度）がある。陣山の山頂には南北朝時代又は戦国時代に天良山城（てらやまじょう）が築かれたと言い伝えられるが、記録ははっきりしない。陣山墳墓群は国の史跡に指定されている。
中国横断自動車道尾道松江線は、この陣山の東麓を南北に通る計画とされ、遺跡などが事前調査され、工事は途中まで進んでいる。
最寄駅は、JR芸備線下和知駅、塩町駅又は神杉駅である。